# 알하산 방구라
알하산 방구라(Alhassan Bangura, 1988년 1월 24일 ~)는 시에라리온의 전 축구 선수이다. 왓퍼드에서 활약했으나 2009년 7월 상호 합의 하에 계약을 해지하였고, 블랙풀에 입단하였다.

## 생애
시에라리온의 프리타운에서 태어난 방구라는 비밀 조직 Poro Secret Society의 일원이었던 아버지의 사망 후 시에라리온을 탈출한다. 조직의 규율에 따라 아버지가 죽으면 아들도 그 뒤를 따라야 했기 때문이다. 그는 기니에서 이후 자신을 남창으로 만들려고 했던 프랑스인을 만나 프랑스를 거쳐 영국으로 갔다. 결국 영국에서 망명신청을 하였다.
수용소에서 축구를 하던 방구라를 우연히 보게 된 왓포드 FC의 스카우트가 그를 유소년팀에 입단시키게 되고, 스토크 시티를 상대로 데뷔하면서 젊은 유망주로 촉망받았다. 하지만 축구선수 취업비자 발급이 거부되고, 난민신청까지 거부되면서 축구 인생에 위기가 닥쳤다. 그러나 왓포드의 팬들은 그의 국외추방을 격렬히 반대했고, 명예회장 엘튼 존을 중심으로 탄원한 결과 2007년 12월 그에게 취업비자가 발급되면서 계속 축구를 할 수 있게 되었다.